# 卡夏戈
卡夏戈（義大利語：Casciago），是意大利瓦雷泽省的一个市镇。总面积4平方公里，人口3895人，人口密度973.8人/平方公里（2009年）。国家统计（ISTAT）代码为012038。